# Pataki Viktória
Pataki Viktória (Fót, 1966. december 30.) taekwondo mester, a magyar női ökölvívás egyik  úttörője. Csapatban világbajnoki bronzérmes, szintén csapatban háromszoros ezüst- és kétszeres taekwondo Európa-bajnoki bronzérmes, az első magyar Női Ökölvívó Bajnokság (1996) aranyérmese 51 kg-ban a Veszprémi Kratosz SE színeiben. Aktív ökölvívói időszaka: 1997-2001.

## Profi pályafutása
Prifiként klubja a  Felix Promotion volt; menedzsere Rácz Félix, edzője Mikóczi Ferenc. 

25 mérkőzése közül huszonkettőt megnyert (ezek közül tizenkettőt kiütéssel) és csak 3 alkalommal szenvedett vereséget (pontozással). 